# Pedro Nunes
Pedro Nunes, latinsky Petrus Nonius (1502, Alcácer do Sal – 11. srpna 1578, Coimbra), byl portugalský matematik a kosmograf. Jeho mapy silně ovlivnily éru zámořských objevů obou jihoevropských mocností, Španělska i Portugalska.
Pocházel z židovské rodiny. Vystudoval filozofii, matematiku, lékařství a geografii ve Španělsku, na univerzitě v Salamance. Absolvoval roku 1523. Do Portugalska se vrátil v roce 1527.
Byl poté učitelem v královské rodině a profesorem matematiky na univerzitách v Lisabonu (1529-1538) a Coimbře (1544-1562). Roku 1529 byl jmenován královským zeměpiscem. V letech 1538-1544 působil (pravděpodobně) na španělském královském dvoře, poté se vrátil do Portugalska.
Roku 1537 vydal svou první knihu Tratado da Sphera, a to v portugalštině (psal poté i v latině). Kolem roku 1550 učinil objev, pro který je dnes nejznámější: definoval křivku loxodromu (primárně jde o křivku, kterou opíše loď, jež drží stále stejný směr kompasu, v Mercatorově zobrazení zeměkoule se loxodroma stává přímkou). Jeho klíčovým matematickým dílem je kniha Libro de Algebra.
Jeho žákem byl João de Castro, který pro Portugalce zmapoval pobřeží Indického oceánu a Rudého moře.